# Despacito
Despacito – utwór portorykańskiego piosenkarza Luisa Fonsiego nagrany z gościnnym udziałem rapera Daddy’ego Yankee wydany jako singiel 13 stycznia 2017 przez wytwórnię Universal Latin. Piosenkę napisali Fonsi, Daddy Yankee i Erika Ender, zaś za produkcję odpowiadali Andrés Torres i Mauricio Rengifo.
Utwór dotarł do pierwszego miejsca list przebojów w wielu krajach, w tym między innymi w Australii, Austrii, Belgii, Danii, Ekwadorze, Francji, Hiszpanii, Holandii, Irlandii, Kolumbii, Meksyku, Niemczech, Polsce, Portugalii, Szwajcarii, Szwecji i we Włoszech.
W kwietniu 2017 premierę miał oficjalny remiks nagrany z gościnnym udziałem kanadyjskiego piosenkarza Justina Biebera. Nowa wersja zawierała fragmenty tekstu w języku angielskim, który napisali Jason Boyd i Marty James. Singiel z gościnnym udziałem Biebera dotarł na szczyt list przebojów w Finlandii, Kanadzie, Norwegii, Stanach Zjednoczonych i Wielkiej Brytanii.

## Teledysk
W styczniu 2017 ukazał się oficjalny teledysk do piosenki, którego reżyserem został Carlos Perez. Klip kręcono w grudniu 2016 w dzielnicy biedoty La Perla oraz w barze La Factoria w San Juan. Gościnnie wystąpiła w nim Zuleyka Rivera, Miss Universe 2006.
Teledysk w ciągu 24 godzin po premierze uzyskał wynik ponad 5,14 miliona wyświetleń w serwisie Vevo. W kwietniu przekroczył wynik miliarda wyświetleń w serwisie YouTube, ostatecznie (po rekordowej liczbie 154 dni) uzyskał wynik 2 mld wyświetleń jako jedenasty klip w historii. Od 26 sierpnia 2017 roku do listopada 2020 roku teledysk zajmował pierwsze miejsce w rankingu filmów z największą oglądalnością w serwisie. Do czerwca 2023 klip wyświetlono ponad 8,1 miliarda razy.
W listopadzie 2020 teledysk został zdetronizowany przez wideoklip do piosenki „Baby Shark”, który osiągnął 7 mld wyświetleń i został najpopularniejszym filmem na YouTube.
10 kwietnia 2018 konto Vevo Luisa Fonsiego zostało zhakowane, a teledysk usunięty z YouTube przez grupę anonimowych hakerów, zwolenników wolnej Palestyny. Po kilku godzinach teledysk został przywrócony.

## Lista utworów
- Digital download[32]

1. „Despacito” (feat. Daddy Yankee) – 3:47

- Digital download (Versión Pop)[33]

1. „Despacito” – 3:48

- Digital download (Versión Salsa)[34]

1. „Despacito” (feat. Victor Manuelle) – 3:25

- Digital download (Remix)[17]

1. „Despacito” (feat. Justin Bieber) – 3:48

- CD single[35]

1. „Despacito” (feat. Daddy Yankee) – 3:48
2. „Despacito” (Versión Pop) – 3:49

## Certyfikaty
| Państwo       | Certyfikat          | Sprzedaż |
| ------------- | ------------------- | -------- |
| Polska (ZPAV) | 2x diamentowa płyta | 200 000+ |